# Правдоподобие принятой последовательности
Правдоподобие принятой последовательности — в теории кодирования, оценка вероятности {\displaystyle P\left({\vec {r}}|{\vec {v}}\right)} того, что принятая последовательность {\displaystyle {\vec {r}}} является результатом передачи последовательности {\displaystyle {\vec {v}}} и определяется как
{\displaystyle P\left({{\vec {r}}|{\vec {v}}}\right)=\prod \limits _{i}{P\left({r_{i},v_{i}}\right)}}
Для двоично симметричного канала правдоподобие принятой последовательности равна
{\displaystyle P\left({{\vec {r}}|{\vec {v}}}\right)=\prod \limits _{i}{\left({1-p}\right)\left({\frac {p}{1-p}}\right)}^{d\left({r_{i},v_{i}}\right)}}
где {\displaystyle p} — характеристика двоично симметричного канала, {\displaystyle d\left({r_{i},v_{i}}\right)} — расстояние Хемминга между битами потенциально переданной и принятой последовательности.
Для канала с аддитивным белым гауссовским шумом:
{\displaystyle P\left({{\vec {r}}|{\vec {v}}}\right)=\prod \limits _{i}{{\frac {1}{\sqrt {\pi N_{0}}}}\exp \left({-{\frac {1}{N_{0}}}\left({r_{i}-m\left({v_{i}}\right)}\right)^{2}}\right)}}
где {\displaystyle m\left(.\right)} — двоичная модуляция сигнала, при которой биты {\displaystyle \left\{{0,1}\right\}} отображаются в вещественные числа {\displaystyle \left\{{+E,-E}\right\}}.